# Stanisław Szadkowski
Stanisław Szadkowski (ur. 25 marca 1895 w Nowych Ostrowach, zm. 27 listopada 1942 w Niepołomicach) – polski działacz robotniczy, komunista, ślusarz.

## Życiorys
Pochodził z rodziny o szlacheckich korzeniach, urodził się w Nowych Ostrowach koło Kutna. Od 1912 pracował jako tokarz w warsztatach kolejowych w Sochaczewie. Sympatyzował z SDKPiL i uczestniczył w organizowanych przez nią manifestacjach i strajkach. Ok. 1918 zamieszkał w Łodzi, gdzie wstąpił Komunistycznej Partii Polski (KPP). Już na początku wojny polsko-sowieckiej nawoływał do zaprzestania walk; ścigany przez policję przeniósł się do Krakowa, gdzie podjął pracę w Zakładach Wojskowych, a równocześnie, polecony przez Pawła Sierankiewicza i Samuela Marka, kontynuował działalność w zdelegalizowanej KPP. Wkrótce został oddelegowany do Wydziału Wojskowego KC KPP, zajmującego się budowaniem komunistycznej agentury w WP. 6 listopada 1923 włączył się w organizowaną przez PPS w Krakowie manifestację zakończoną starciami z policją (wypadki krakowskie). Po pewnym czasie został zwolniony z pracy pod zarzutem agitacji komunistycznej i zatrudnił się w Zakładach Budowy Maszyn i Aparatury im. Ludwika Zieleniewskiego. Ok. 1925 wszedł w skład Komitetu Dzielnicowego (KD) Grzegórzki-Dąbie KPP i wstąpił do Związku Robotników Przemysłu Metalowego, w którym został członkiem jego Komitetu Okręgowego. Występował w Krakowie na zgromadzeniach i wiecach i organizował manifestacje i pochody pierwszomajowe. Znane były jego kontrowersyjne przemówienia, które krytykowały ówczesne władze.
Na polecenie KC KPP wstąpił do powstałej w 1926 legalnej PPS-Lewicy. Współpracował z jej sekretarzem generalnym Andrzejem Czumą, m.in. uczestniczył w prowadzonych przez niego negocjacjach o podwyżkę płac w przemyśle metalowym. Od lutego 1929 wraz z Bolesławem Kaszyńskim bezskutecznie usiłował założyć w Krakowie i Chrzanowie filie działającego na Górnym Śląsku komunistycznego Zrzeszenia Wolnych Związków Zawodowych. 10 kwietnia 1929 został aresztowany w Krakowie i skazany na miesiąc aresztu. Po zwolnieniu bez powodzenia usiłował odbudować rozbity przez policję Komitet Okręgowy KPP w Krakowie. Kandydował z listy PPS-Lewicy w powiecie żywieckim w wyborach parlamentarnych 16 listopada 1930, ale nie uzyskał mandatu.
W 1930 wszedł w skład krakowskiego Komitetu Okręgowego KPP i do założonego przez KPP i PPS-Lewicę Komitetu Bezrobotnych. Został członkiem Komitetu Obwodowego i sekretarzem miejscowego komitetu PPS-Lewicy w Krakowie. W marcu 1936 współorganizował strajki okupacyjne w krakowskich fabrykach „Suchard” i „Semperit”, w odlewni żelaza Henryka Immerglucka oraz w fabryce okuć budowlanych „Bosko”. 25 marca 1936 przemawiał na pogrzebie robotników zastrzelonych dwa dni wcześniej przez policję. Od 25 kwietnia do 14 października, jako uznany za zagrażającego bezpieczeństwu państwa, był osadzony w obozie w Berezie Kartuskiej. Po powrocie do Krakowa nadal działał w Komitecie Okręgowym KPP.
W drugiej połowie 1939 był współtwórcą „Grupy R”, która w krótkim czasie przekształciła się w organizację „Polska Ludowa”. Polskiej Partii Robotniczej (PPR) W marcu 1942 został wybrany na członka tworzonego Komitetu Okręgowego PPR (wraz z Ignacym Fikiem, Mieczysławem Lewińskim i Pelagią Lewińską). Został aresztowany 23 października 1942 podczas nagonki gestapowskiej na działaczy komunistycznych. Rozstrzelany w Niepołomicach. Po wojnie został pośmiertnie odznaczony Orderem Krzyża Grunwaldu III kl. W latach 1952–1990 był patronem krakowskich Zakładów Budowy Maszyn i Aparatury.